# Weihenstephan
Баварская государственная пивоварня Weihenstephan (нем. Bayerische Staatsbrauerei Weihenstephan, произносится «Вайэнштефан») — немецкая пивоварня в Фрайзинге, один из претендентов на звание старейшей пивоваренной компании мира. 
Компания занимает в числе прочих здания монастыря святого Штефана, давшего название городскому району Вайэнштефан. До 1950-х годов пивоварня заявляла о своём основании в 1146 году, позднее без объяснений передвинула дату на 1040 год. Все эти даты основаны на единственном документе, который считается подделкой первой половины XVII века. По иным документам существование пивоварни при этом монастыре может быть прослежено с 1675 года. Среди других претендентов на звание старейшей пивоварни мира — производители баварского же пива Weltenburger.
Данная пивоварня — государственная, текущее название носит с 1923 года. При пивоварне действует подразделение Мюнхенского технического института — весьма авторитетная Академия пива.

## Сорта пива Weihenstephaner[4]
- Hefeweissbier — пшеничное светлое нефильтрованное верхового брожения с экстрактивностью начального сусла (Э.Н.С.) 12,7 % и содержанием алкоголя 5,4 % объёмной доли, относится к стилю пива «вайсбир» (Weissbier).
- Hefeweissbier Dunkel — пшеничное тёмное нефильтрованное верхового брожения с э.н.с. 12,7 % и содержанием алкоголя 5,3 % об., относится к стилю «тёмный вайсбир» (Dunkelweizen).
- Hefeweissbier Leicht — пшеничное светлое лёгкое нефильтрованное верхового брожения с э.н.с. 8,5 % и содержанием алкоголя 2,6 % об., является лёгкой версией стиля «вайсбир».
- HefeweissbierAlkoholfrei — безалкогольное пшеничное светлое нефильтрованное верхового брожения с э.н.с. 12,7 % и содержанием алкоголя 0,5 % об., является безалкогольной версией стиля «вайсбир».
- Kristallweissbier — пшеничное светлое фильтрованное верхового брожения с э.н.с. 12,7 % и содержанием алкоголя 5,4 % об., является фильтрованной версией стиля «вайсбир» (Kristallweizen).
- Vitus — пшеничное светлое крепкое нефильтрованное верхового брожения с э.н.с. 16,5 % и содержанием алкоголя 7,7 % об., относится к стилю «вайценбок» (Weizenbock).
- Helles — светлое низового брожения с э.н.с. 11,1 % и содержанием алкоголя 4,8 % об., относится к стилю «мюнхенский хеллес» (Munich Helles).
- Original Helles — светлое низового брожения с э.н.с. 11,6 % и содержанием алкоголя 5,1 % об., относится к стилю «мюнхенский хеллес» (Munich Helles).
- Original Helles Alkoholfrei — безалкогольное светлое низового брожения с э.н.с.. 11,6 % и содержанием алкоголя 0,5 % об., является безалкогольной версией стиля «мюнхенский хеллес».
- Pils — светлое низового брожения с э.н.с. 11,8 % и содержанием алкоголя 5,1 % об., относится к стилю «немецкий пильс» (German Pils).
- Tradition Bayrisch Dunkel — тёмное низового брожения с э.н.с. 12,8 % и содержанием алкоголя 5,2 % об., относится к стилю «мюнхенский дункель» (Munich Dunkel).
- Korbinian — тёмное крепкое низового брожения с э.н.с. 18,3 % и содержанием алкоголя 7,4 % об., относится к стилю «доппельбок» (Doppelbock).
- 1516 Kellerbier — светлое нефильтрованное низового брожения с э.н.с. 12,6 % и содержанием алкоголя 5,6 % об., относится к стилю «светлый келлербир» (Kellerbier).
- Festbier — светлое низового брожения с э.н.с. 13,3 % и содержанием алкоголя 5,8 % об., изначально варилось только для пивных фестивалей, относится к стилю «фестбир» (Festbier).
- Winterfestbier — светлое низового брожения с э.н.с. 13,3 % и содержанием алкоголя 5,8 % об., варится к зимнему сезону, ежегодно меняется один из сортов используемого хмеля, относится к стилю «фестбир» (Festbier).
- Natur Radler — светлый радлер с натуральными лимонным, апельсиновым и лаймовым соками.